# Sergi Roberto
Sergi Roberto Carnicer (Reus, Spanyolország, 1992. február 7. –) spanyol labdarúgó, az olasz élvonalban szereplő Como játékosa.

## Sikerei, díjai
Barcelona
- Spanyol bajnok:2010–2011, 2012–2013, 2014–2015, 2015–2016, 2017–2018, 2018–2019

- Spanyol kupa: 2011–12, 2014–15, 2015–16, 2016–17, 2017–18,
- Spanyol labdarúgó-szuperkupa: 2016
- Bajnokok ligája: 2010–11, 2014–15
- UEFA-szuperkupa: 2015
- FIFA-klubvilágbajnokság: 2015

### Válogatottban
Spanyolország U17
- U17-es világbajnokság – bronzérmes: 2009

### egyéni
- Bajnokok ligája – Breakthrough XI: 2016
- Az év katalán labdarúgója:2016–17

## Statisztikái

### Klubokban
Utoljára frissítve: 2020. február 15.
| Klub           | Szezon         | League             | League          | League | Spanyol Királykupa | Spanyol Királykupa | Európai         | Európai | Egyéb           | Egyéb | Összesen        | Összesen |
| Klub           | Szezon         | Bajnokság          | Pályára lépések | Gólok  | Pályára lépések    | Gólok              | Pályára lépések | Gólok   | Pályára lépések | Gólok | Pályára lépések | Gólok    |
| -------------- | -------------- | ------------------ | --------------- | ------ | ------------------ | ------------------ | --------------- | ------- | --------------- | ----- | --------------- | -------- |
| Barcelona B    | 2009–10        | Segunda División B | 29              | 0      | —                  | —                  | —               | —       | —               | —     | 29              | 0        |
| Barcelona B    | 2010–11        | Segunda División   | 26              | 2      | —                  | —                  | —               | —       | —               | —     | 26              | 2        |
| Barcelona B    | 2011–12        | Segunda División   | 28              | 4      | —                  | —                  | —               | —       | —               | —     | 28              | 4        |
| Barcelona B    | 2012–13        | Segunda División   | 23              | 1      | —                  | —                  | —               | —       | —               | —     | 23              | 1        |
| Barcelona B    | Összesen       | Összesen           | 106             | 7      | —                  | —                  | —               | —       | —               | —     | 106             | 7        |
| Barcelona      | 2010–11        | La Liga            | 1               | 0      | 1                  | 0                  | 1               | 0       | 0               | 0     | 3               | 0        |
| Barcelona      | 2011–12        | La Liga            | 1               | 0      | 2                  | 1                  | 1               | 1       | 0               | 0     | 4               | 2        |
| Barcelona      | 2012–13        | La Liga            | 1               | 0      | 3                  | 0                  | 1               | 0       | 0               | 0     | 5               | 0        |
| Barcelona      | 2013–14        | La Liga            | 17              | 0      | 6                  | 0                  | 4               | 0       | 0               | 0     | 27              | 0        |
| Barcelona      | 2014–15        | La Liga            | 12              | 0      | 4                  | 2                  | 2               | 0       | —               | —     | 18              | 2        |
| Barcelona      | 2015–16        | La Liga            | 31              | 0      | 6                  | 0                  | 8               | 1       | 4               | 0     | 49              | 1        |
| Barcelona      | 2016–17        | La Liga            | 32              | 0      | 6                  | 0                  | 8               | 1       | 1               | 0     | 47              | 1        |
| Barcelona      | 2017–18        | La Liga            | 30              | 1      | 8                  | 0                  | 8               | 0       | 2               | 0     | 48              | 1        |
| Barcelona      | 2018–19        | La Liga            | 29              | 0      | 6                  | 1                  | 9               | 0       | 0               | 0     | 44              | 1        |
| Barcelona      | 2019–20        | La Liga            | 22              | 1      | 2                  | 0                  | 4               | 0       | 1               | 0     | 29              | 1        |
| Barcelona      | Összesen       | Összesen           | 176             | 2      | 44                 | 4                  | 46              | 3       | 8               | 0     | 274             | 9        |
| Teljes karrier | Teljes karrier | Teljes karrier     | 282             | 9      | 44                 | 4                  | 43              | 3       | 8               | 0     | 380             | 16       |

1. 1 2 3 4 5 6 7 8 9 10  Pályára lépések a Bajnokok ligájában
2. ↑  Egy pályára lépés a szuperkupán, egy pályára lépés a spanyol szuperkupán és egy pályára lépés a klubvilágbajnokságon
3. 1 2 3 4  pályára lépés a spanyol szuperkupán

### A válogatottban
Utoljára frissítve: 2020. február 28.
| Nemzet        | Évek     | Pályára lépések | Gólok |
| ------------- | -------- | --------------- | ----- |
| Spanyolország |          |                 |       |
| 2016          | 4        | 1               |       |
| 2017          | 0        | 0               |       |
| 2018          | 4        | 0               |       |
| 2019          | 2        | 0               |       |
| Összesen      | Összesen | 10              | 1     |

### Góljai a válogatottban
| # | Dátum               | Helyszín                                   | Ellenfél      | gólja | Eredmény | Verseny              |
| - | ------------------- | ------------------------------------------ | ------------- | ----- | -------- | -------------------- |
| 1 | 2016. szeptember 5. | Reino de León Stadion, León, Spanyolország | Liechtenstein | 2–0   | 8–0      | 2018-as vb-selejtező |